# Glenea pulchella
Glenea pulchella là một loài bọ cánh cứng trong họ Cerambycidae.